# Clara Haskil

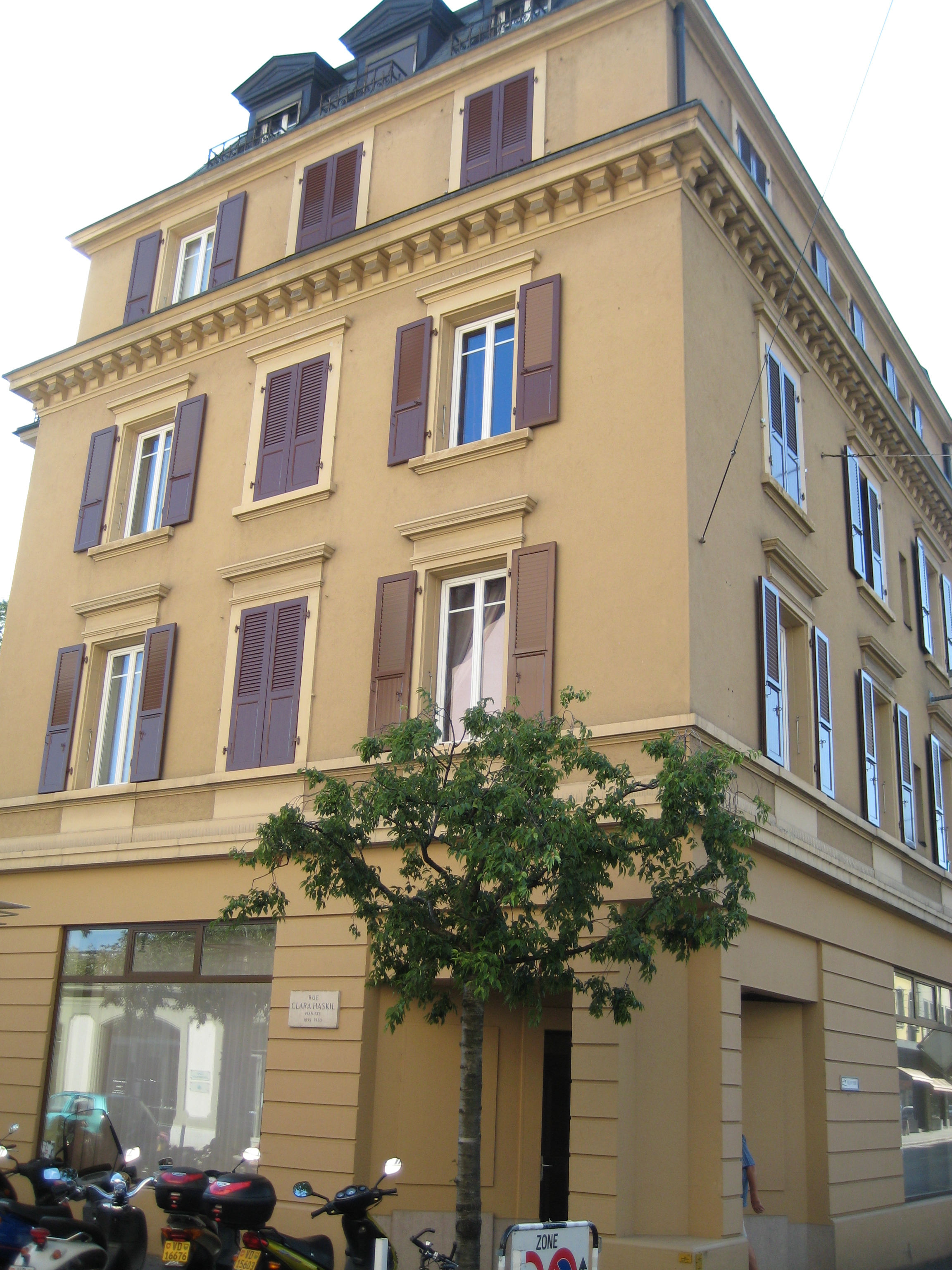
Clara Haskil háza Vevey-ben

Clara Haskil (Bukarest, 1895. január 7. – Brüsszel, 1960. december 7.) zsidó származású román zongoraművész.

## Életpályája
Szefárd zsidó családba született. Zenei tehetsége korán jelentkezett, hatévesen már a bukaresti  konzervatórium tanulója volt,  hétévesen Bécsben tanult, tízévesen pedig a párizsi zenekonzervatórium hallgatója lett. Itt szerezte meg a diplomáját 1910-ben. Ezután már koncertezett, de ebben sokat akadályozta a gerincferdülése. 1924-ben New Yorkban, 1926-ban Londonban játszott. 1942-ben a svájci Vevey-ben telepedett le. Igazi sikereket 1949-től aratott.
Számos híres zeneszerzővel, karmesterrel, előadóval koncertezett: George Enescu, Pablo Casals,  Dinu Lipatti,  Anda Géza,  Herbert von Karajan,  Solti György,  Otto Klemperer Isaac Stern.
1960-ban halt meg Brüsszelben egy balesetben, ahol másnap egy koncerten a belga Arthur Grumiaux hegedűművész lett volna a partnere. Párizsban temették el.
Mozart és Scarlatti darabjainak ihletett előadója, a Salzburgi Ünnepi Játékok gyakori résztvevője, Charlie Chaplin 1961-ben nyilatkozta róla a svájci rádiónak:  „Életemben három zsenivel találkoztam, Einstein professzorral, Winston Churchill-lel, és Clara Haskillal. Nem vagyok képzett zenész, de annyit mondhatok, hogy a zenei kifejezése csodálatos volt,  a technikája pedig kiváló.”

## Emlékezete
1963-ban Vevey-ben megalakították a róla elnevezett nemzetközi zongoraversenyt. 2014-ben Nagyszebenben létrehozták a Clara Haskil Nemzetközi Fesztivált.

## További információk

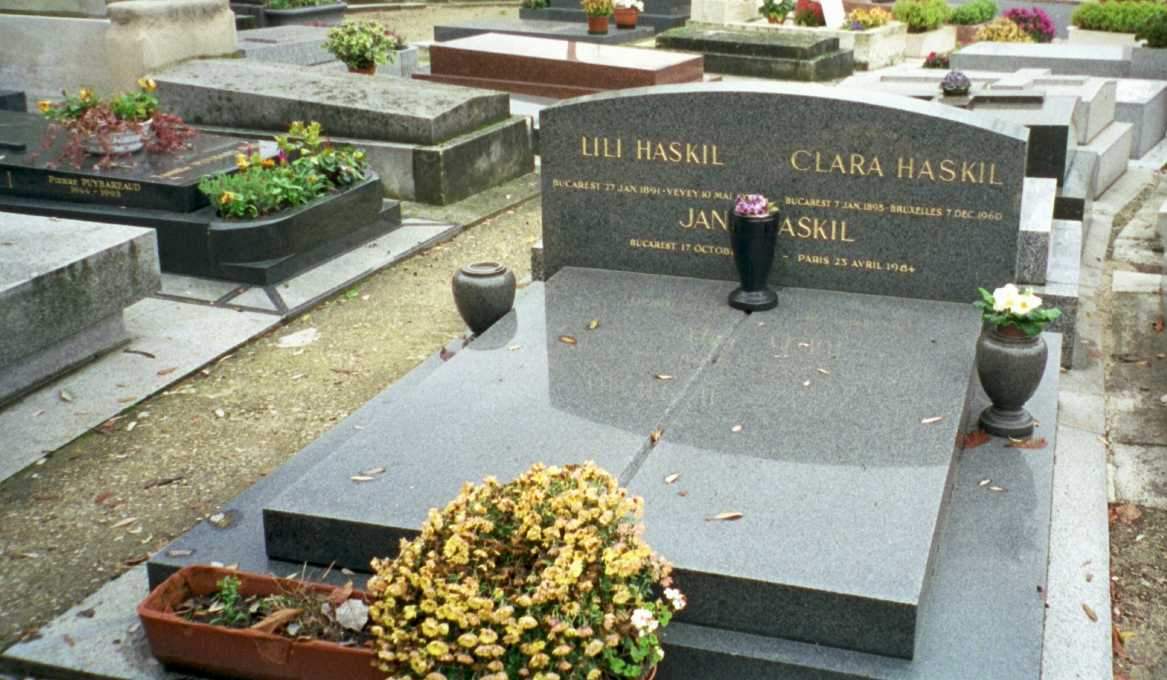
Síremléke Párizsban a Montparnasse temetőben